# Országos Keresztényszocialista Párt (Magyarország)
Az Országos Keresztényszocialista Párt egy szociális reformokat sürgető politikai párt volt Magyarországon 1907 és 1918 között. Bár parlamenti szereplése igen csekély volt, de ideológiája és programpontjai alapjául szolgáltak a későbbi keresztényszocialista pártoknak.

## Története
Az Országos Keresztényszocialista Párt 1907. november 10-én alakult meg, ideiglenes elnökéül Lakatos Gézát választották meg. A párt megalapítását szorgalmazta az Országos Katolikus Szövetség vezetője, gr. Zichy János és az Új Lap című újság szerkesztője, Haller István is. A céljuk egy szociális irányultságú keresztény párt létrehozása volt, mivel elégedetlenek voltak a Katolikus Néppárt konzervatív parlamenti-közjogi szemléletével. Ugyanebben az újságban már 1903-ban, a Keresztény Szociális Egyesületek Országos Szövetsége szerveződésekor felvetette egy keresztény tömegpárt gondolatát Szalánczy Andor. 
Giesswein Sándor 1910. január 17-én lépett át a Katolikus Néppártból. Ezután új pártja országgyűlési képviselőjeként szerepelt, majd 1910 végén a párt ügyvezető elnöke, 1913 júniusától pedig elnöke volt
Az Országos Keresztényszocialista Párt 1907. évi programja a keresztényszocialista mozgalomnak a demokratikus jogokra és szociális reformokra vonatkozó követeléseit foglalta magában. Ilyenek voltak az általános, titkos, közvetlen és kötelező választójog, az egyesülési jog és a korlátozatlan sajtószabadság (beleértve a helyreigazítás törvényes kötelezettségét is) biztosítása, valamint az ingyenes közoktatás, önkormányzati és igazságügyi reformok és egy új, progresszív adórendszer. A munkások problémáival is foglalkoztak: munkásvédelmi intézkedéseket (gyermek- és éjszakai női munka tilalma, fizetett szülési szabadság, 36 órás hétvégi munkaszünet, üzemi balesetvédelem), a kisipar állami támogatását, kötelező biztosítást, munkáslakás-építési akciókat, államilag ellenőrzött hitelnyújtást követeltek. Felléptek az alkoholizmus ellen is. A program kiállt a külügyi és honvédelmi téren is. Követelte a katonai kiadások csökkentését, a háborús készülődésnek nemzetközi egyezmények útján történő leállítását. A programalkotó kongresszus állást foglalt a nemzetiségek oktatási és nyelvhasználati jogai mellett, bár ezt a programpontot sokan ellenezték. A program kiterjedten foglalkozott agrárkérdésekkel: földműves-kamarák és szövetkezetek létrehozását, illetve hitelintézkedéseket szorgalmaztak. Céljuk egy erős kisbirtokos réteg kialakítása és az agrár bérmunkások védelme. Fontos határozat szólt földbérlő szövetkezetek kialakításáról (amivel az egyházi és világi nagybirtokok okozta feszültséget akarták oldani). 
Az 1910. évi országgyűlési választásokon a párt súlyos veszteséget szenvedett, mert csak 1 mandátumot szerzett Giesswein a magyaróvári kerületben (ezzel megtartotta korábbi mandátumát). A sikertelenséghez hozzájárult gr. Szapáry Pál rövid elnöki szereplése a párt élén 1909 novembere és 1910 vége között, valamint a Függetlenségi és Negyvennyolcas Pártban működő radikális hangvételű keresztényszocialista frakció megosztó hatása. Az I. világháború alatt a párt követeléseinek középpontjában a választási és földbirtok-reformok álltak. Az előbbi kérdésben a szociáldemokratákkal kíséreltek meg szövetséget kötni. A keresztényszocialista szervezkedést akadályozta a háború első éveiben a gyülekezési jog korlátozása, ami 1917-től enyhült. A háború után a mozgalom újjászervezését támogatta az egyház felső vezetése is. Végül 1918. február 3-án a Katolikus Néppárttal összeolvadva alapították meg a Keresztényszociális Néppártot, amely nagyrészt az Országos Keresztényszocialista Párt programpontjait vette át.

## Országgyűlési választási eredményei
| Választások | Mandátumok száma | Mandátumok aránya | Parlamenti szerepe |
| ----------- | ---------------- | ----------------- | ------------------ |
| 1910-es     | 1                | 0,24%             | ellenzék           |